# Álvaro Magalhães
Álvaro, właśc. Álvaro Monteiro de Magalhães (ur. 3 stycznia 1961 w Lamego) – portugalski piłkarz grający na pozycji lewego obrońcy.

## Kariera klubowa
Karierę piłkarską Álvaro rozpoczął w klubie Cracks Clube Lamego. Następnie trafił do Académiki Coimbra. W 1979 roku zadebiutował w jego barwach w drugiej lidze portugalskiej, a w sezonie 1980/1981 grał z nim w pierwszej lidze portugalskiej.
W 1981 roku Álvaro przeszedł do Benfiki Lizbona. Przez pierwsze dwa sezony był rezerwowym w Benfice. W 1983 roku osiągnął swoje pierwsze sukcesy z Benfiką. Wywalczył wówczas mistrzostwo Portugalii i Puchar Portugalii, a także wystąpił w finale Pucharu UEFA z Anderlechtem (0:1, 1:1). Kolejne tytuły mistrza kraju wywalczył w latach 1984, 1987 i 1989. W 1988 roku grał w finale Pucharu Europy z PSV Eindhoven (0:0, k. 5:6), a w 1989 roku nie znalazł się na składzie na kolejny finał tego pucharu, rozegrany z Milanem (0:1). W Benfice przez 9 sezonów rozegrał 263 mecze i zdobył 9 goli.
Latem 1990 roku Álvaro odszedł do Estreli Amadora, gdzie grał przez sezon. W 1991 roku trafił do Leixões S.C. Po dwóch latach gry w drugiej lidze zakończył karierę piłkarską.
| Sezon   | Klub              | Kraj       | Rozgrywki        | Mecze | Bramki |
| ------- | ----------------- | ---------- | ---------------- | ----- | ------ |
| 1979/80 | Académica Coimbra | Portugalia | Liga de Honra    | 40    | 3      |
| 1980/81 | Académica Coimbra | Portugalia | Primeira Divisão | 28    | 0      |
| 1981/82 | SL Benfica        | Portugalia | Primeira Divisão | 12    | 0      |
| 1982/83 | SL Benfica        | Portugalia | Primeira Divisão | 15    | 0      |
| 1983/84 | SL Benfica        | Portugalia | Primeira Divisão | 30    | 1      |
| 1984/85 | SL Benfica        | Portugalia | Primeira Divisão | 20    | 1      |
| 1985/86 | SL Benfica        | Portugalia | Primeira Divisão | 27    | 0      |
| 1986/87 | SL Benfica        | Portugalia | Primeira Divisão | 28    | 2      |
| 1987/88 | SL Benfica        | Portugalia | Primeira Divisão | 31    | 2      |
| 1988/89 | SL Benfica        | Portugalia | Primeira Divisão | 11    | 0      |
| 1989/90 | SL Benfica        | Portugalia | Primeira Divisão | 2     | 0      |
| 1990/91 | Estrela Amadora   | Portugalia | Primeira Divisão | 19    | 0      |
| 1991/92 | Leixões S.C.      | Portugalia | Liga de Honra    | 15    | 0      |
| 1992/93 | Leixões S.C.      | Portugalia | Liga de Honra    | 26    | 0      |

## Kariera reprezentacyjna
W reprezentacji Portugalii Álvaro zadebiutował 16 grudnia 1981 roku w przegranym 2:5 towarzyskim meczu z Bułgarią. W 1984 roku został powołany przez selekcjonera Fernanda Cabritę do kadry na Euro 84. Na tym turnieju był rezerwowym i nie rozegrał żadnego spotkania. Z kolei w 1986 roku na mistrzostwach świata w Meksyku był podstawowym zawodnikiem i zagrał w trzech meczach: z Anglią (1:0), z Polską (0:1) i z Marokiem (1:3). Od 1981 do 1988 roku rozegrał w kadrze narodowej 20 meczów.

## Kariera trenerska
Po zakończeniu kariery piłkarskiej Álvaro został trenerem. Prowadził takie zespoły jak: Lusitânia FC, CD Santa Clara, GD Chaves, Gil Vicente, Vitórię SC, Naval 1º Maio, SC Olhanense, CD Feirense, rumuńską Glorię Buzău, angolskie GD Interclube i Nacional Benguela, a także CD Trofense  i SC Farense.